# 芬什港縣
6°36′S 147°51′E / 6.600°S 147.850°E
芬什港縣（英語：Finschhafen District），是巴布亞新畿內亞的縣份之一，位於新畿內亞島東部，由莫雷貝省負責管轄，首府設於芬什港，面積2,642平方公里，2011年人口54,672，人口密度每平方公里21人。